# Mirosław Smyła
Mirosław Smyła (ur. 25 lipca 1969 w Bytomiu) – polski piłkarz i trener piłkarski. W 2022 roku trener Podbeskidzia Bielsko-Biała.

## Kariera piłkarska
W 1981 rozpoczął grę w piłkę nożną w Polonii Bytom. W pierwszej drużynie  zadebiutował w 1988 w zremisowanym meczu 1:1 z Piastem Gliwice. Na poziomie II ligi występował w Bytomiu przez osiem lat. W latach 1996–1998 był zawodnikiem Concordii Knurów. Następnie zmienił klub na M-ŻKS Myszków. Ostatnim klubem piłkarskim, w którym grał była IV-ligowa Concordia Knurów. W wieku 29 lat zakończył swoją karierę piłkarską.

## Kariera trenerska
Już jako zawodnik, w wieku 22 lat, w 1991 rozpoczął trenowanie grup młodzieżowych Polonii Bytom. W 2000–2007 pełnił funkcję trenera seniorskiej drużyny Orzeł Babienica-Psary, w tym czasie był też asystentem ówczesnych trenerów Polonii Bytom: Marcina Brosza, Michała Probierza i Dariusza Fornalaka. W latach 2008–2010 był trenerem GKS Tychy. 25 sierpnia 2010 został trenerem Rozwoju Katowice, gdzie przebywał do 28 maja 2013. W latach 2013–2015 prowadził zespół Zagłębia Sosnowiec. W latach 2015–2016 trenował Rozwój Katowice. W latach 2017–2018 pełnił funkcję trenera Odry Opole. 9 kwietnia 2019 został trenerem Wigier Suwałki, gdzie przebywał do 30 czerwca 2019. 16 września 2019 został trenerem Korony Kielce. 6 marca 2020 został zwolniony z funkcji trenera Korony Kielce. 26 kwietnia 2022 został trenerem Podbeskidzia Bielsko-Biała

## Życie prywatne
Jest żonaty, ma syna. Mieszka w Radzionkowie.